# Île d'Offard
L’île d’Offard est une île fluviale située dans le cours de la Loire, à Saumur en Maine-et-Loire et dans la région Pays de la Loire en France.

## Présentation
L'île se situe au milieu de la Loire, et fait partie de la ville de Saumur.
L'île Millocheau, est une ancienne île, qui est à présent reliée à l'île d'Offard

## Accès
L'île est reliée à la rive gauche par le pont Cessart d'une longueur de 293 m, et à la rive droite par le pont des Cadets.

## Lieux remarquables
- Le château de la Reine de Sicile.
- Quai du Marronnier.